# Wargemoulin-Hurlus
Wargemoulin-Hurlus é uma comuna francesa na região administrativa do Grande Leste, no departamento de Marne. Estende-se por uma área de 15.17 km², e possui 47 habitantes, segundo o censo de 2018, com uma densidade de 3.1 hab/km².